# Брігітте Кек
Брігітте Кек  (нім. Brigitte Köck, 18 травня 1970) — австрійська сноубордистка, олімпійська медалістка.

## Виступи на Олімпіадах
| Олімпіада   | Дисципліна         | Місце |
| ----------- | ------------------ | ----- |
| Нагано 1998 | гігантський слалом | 3     |

## Зовнішні посилання
- Досьє на sport.references.com [Архівовано 1 лютого 2010 у Wayback Machine.]

1. ↑  International Ski and Snowboard Federation database